# Pont de Pont-Réan
Le pont de Pont-Réan est un pont enjambant la Vilaine et situé dans le village de Pont-Réan entre les bourgs de Bruz et de Guichen, au sud de Rennes, en Ille-et-Vilaine. Construit en 1767, il est classé monument historique.

## Géographie

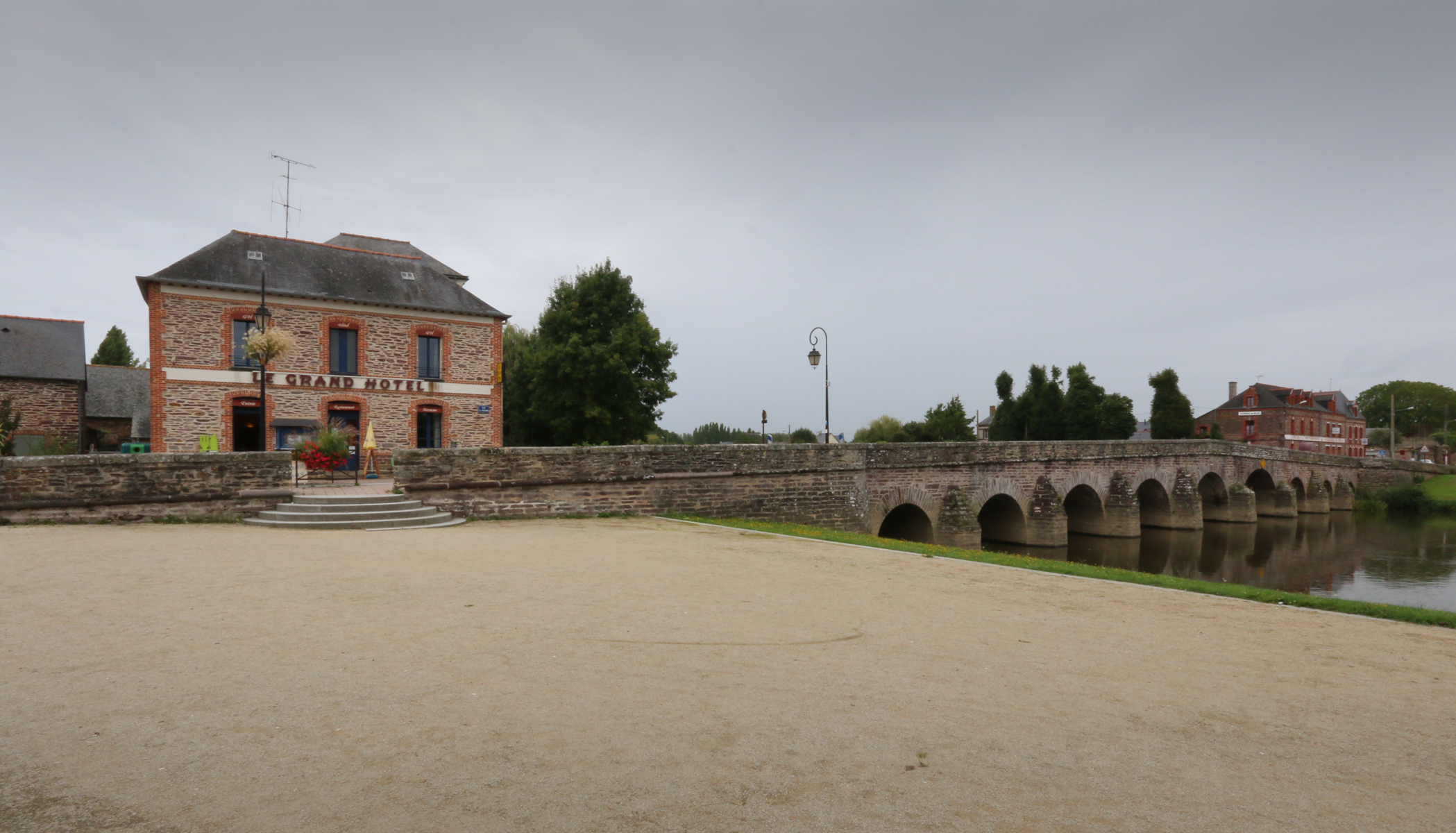
Le pont et l'hôtel-restaurant de Pont-Réan.

Le pont se situe au cœur du village de Pont-Réan auquel il a donné son nom. Il est orienté nord-sud et supporte la D.577 nommée rue de Redon sur cette partie. Il enjambe la Vilaine et son centre marque la limite entre les communes de Bruz et Guichen (et les cantons du même nom). Sous l’Ancien Régime, il séparait déjà les paroisses de Bruz et Guichen.

## Histoire
Dès l’Antiquité, la voie romaine allant de Rennes (Condate) à Rieux (près de Redon) traverse la Vilaine au niveau de Pont-Réan.
Le pont de pierre actuel date de 1767, remplaçant un pont médiéval en pierre et en bois devenu trop petit. Il a été construit par la province de Bretagne à la suite de sa vente en 1753 par son ancien propriétaire, le comte de Blossac.
Il est inscrit monument historique depuis le 28 octobre 1942,.
Il y a eu plusieurs découvertes de monnaies romaines au niveau de ce pont.

## Description et architecture
Il est formé de 9 arches en plein cintre.